# 酒井忠節
酒井 忠節（さかい ただたか）は、江戸時代中期の越前国敦賀藩の世嗣。官位は播磨守。

## 略歴
越前国敦賀藩4代藩主・酒井忠香の次男として誕生。母は水野忠定の娘。正室は酒井忠恭の娘、継室は土井利信の娘・由利。
兄・忠恕が夭逝したため、藩主・忠香の嫡子となる。宝暦7年（1757年）、9代将軍徳川家重に御目見する。安永3年（1774年）、病弱を理由に廃嫡された。代わって、弟の忠言が嫡子となった。
寛政8年（1796年）に没した。